# Eviota mikiae
Eviota mikiae är en fiskart som beskrevs av Allen 2001. Eviota mikiae ingår i släktet Eviota och familjen smörbultsfiskar. Inga underarter finns listade i Catalogue of Life.